# Hans Krankl
Johann "Hans" Krankl (Beč, 14. veljače 1953.), austrijski nogometni trener i umirovljeni nogometaš. Igrao je na položaju napadača. 

## Igračka karijera
Igračku karijeru započeo je u bečkom Rapidu 1970. kratko razdoblje proveo je na posudbi u Wiener AC-u, 1978. prelazi u Barcelonu, te 1979. na posudbu u First Vienna FC, 1981. se vraća u Rapid, od 1986. igra za Wiener AC, 1988. za Kremser SC da bi igračku karijeru završio u Austriji Salzburg.

## Uspjesi
Dva puta je bio austrijskim prvakom: 1982., 1983., četiri puta pobjednikom austrijskog kupa 1976., 1983., 1984., 1985., te jednom pobjednikom Kupa kupova 1979. s Barcelonom dok je 1985. godine s Rapidom izgubio u finalu.
Dodijeljeni su mu naslovi austrijskog "igrača godine" 1973., 1974., 1977., 1982., i 1988.

## Vanjske poveznice
- Životopis